# 31 декември
31 декември е последният ден в годината според григорианския календар, 365-и подред (366-и през високосна година).

## Събития
- 406 г. – Германските племена вандали, свеби и алани преминават река Рейн и заемат Галия.
- 1600 г. – Английската кралица Елизабет I създава Източноиндийската компания и ѝ дава широки привилегии за търговия с Изтока.
- 1687 г. – Първите хугеноти отплават от Франция за нос Добра надежда.
- 1704 г. – Изригва вулкана Тейде на Канарските острови в Испания.
- 1857 г. – Кралица Виктория избира Отава за столица на Канада.
- 1877 г. – Русия побеждава Османската империя в Битката при Ташкесен – част от изтласкването на Орханийската османска армия от Арабаконашката позиция по време на зимното преминаване от руската армия на Стара планина през Руско-турската Освободителна война.
- 1879 г. – Томас Едисън показва за пръв път разработеното от него електрическо осветление (Менлоу Парк, Ню Джърси).
- 1880 г. – Приключва първото официално преброяване на населението в Княжество България – установен е общ брой 2 007 919 жители.
- 1881 г. – За председател на Държавния съвет на Княжество България е избран Тодор Икономов.
- 1887 г. – Приключва първото преброяване на населението в България след Съединението – установен е общ брой 3 154 375 жители на Княжеството.
- 1916 г. – Карл I е коронован за император на Австро-Унгария.
- 1919 г. – В България е създаден Трети държавен съд със задача углавно преследване на министри от правителството на Васил Радославов във връзка с участието на България в Първата световна война.
- 1932 г. – Съставено е четиридесет и деветото правителство на България, начело с Никола Мушанов.
- 1942 г. – Излиза първият брой на вестник „Отечествен фронт“.
- 1944 г. – Втора световна война: Унгария обявява война на Германия.
- 1946 г. – Президентът Хари Труман обявява край на военните операции на САЩ във връзка с Втората световна война.
- 1955 г. – General Motors става първата американска фирма с приход от над 1 милиард щатски долара.

- 1968 г. – Мариен Нгуаби встъпва в длъжност президент на Република Конго.
- 1968 г. – Съветският свръхзвуков пътнически самолет Ту-144 извършва първия си полет, два месеца преди аналогичния европейски самолет Конкорд.
- 1978 г. – В Полша започва така наречената Зима на столетието – северната част на страната е парализирана от снеговалежи, в най-големите градове са прокопани по няколко тунела за движение само на градския транспорт.
- 1982 г. – В Полша е прекратено военното положение.
- 1984 г. – САЩ се оттегля от ЮНЕСКО.
- 1985 г. – Великобритания се оттегля от ЮНЕСКО.
- 1990 г. – Руснакът Гари Каспаров запазва титлата си на световен шампион по шахмат, побеждавайки сънародника си Анатолий Карпов.
- 1991 г. – Официално се обявява разпадането на Съветския съюз.
- 1993 г. – Перу става република.
- 1999 г. – Борис Елцин, първият демократично избран президент на Русия, доброволно подава оставка и предава поста на Владимир Путин.
- 1999 г. – Панамският канал официално минава под юрисдикцията на Панама.
- 2002 г. – Изключен е Първи ядрен реактор на АЕЦ Козлодуй.
- 2005 г. – Лавина в словашките Татри причинява смъртта на 7 скиори.
- 2006 г. – Изключени са 3-ти и 4-ти реактор на АЕЦ Козлодуй.
- 2009 г. – Слънчево затъмнение и синя луна в един и същи ден.
- 2023 г. – Датската кралица Маргрете II обявява своята абдикация от трона в полза на големият си син Фредерик, което ще се случи на 14 януари 2024 г.

## Родени
- 1491 г. – Жак Картие, френски пътешественик и откривател († 1557 г.)
- 1514 г. – Андреас Везалий, фламандски анатом и хирург († 1564 г.)
- 1738 г. – Йохан Херман, френски зоолог († 1800 г.)
- 1741 г. – Мари-Изабел дьо Бурбон-Парм, императрица на Свещената Римска империя († 1763 г.)
- 1763 г. – Пиер-Шарл Вилньов, френски адмирал († 1806 г.)
- 1830 г. – Исмаил паша, владетел на Египет по време на Османската империя († 1895 г.)
- 1838 г. – Емил Лубе, президент на Франция († 1929 г.)
- 1845 г. – Никола Пашич, министър-председател на Сърбия († 1928 г.)
- 1869 г. – Анри Матис, френски художник († 1954 г.)
- 1880 г. – Джордж Маршал, американски генерал, Нобелов лауреат през 1953 г. († 1959 г.)
- 1886 г. – Андрей Нюйоркски, български митрополит († 1972 г.)
- 1894 г. – Анна Каменова, българска писателка († 1982 г.)
- 1901 г. – Олга Блажева, българска поетеса († 1986 г.)
- 1904 г. – Хаяши Фумико, японски писател († 1951 г.)
- 1912 г. – Джон Фрост, британски офицер († 1993 г.)
- 1927 г. – Свами Вишнудевананда, индийски гуру († 1993 г.)
- 1933 г. – Семьон Фарада, руски актьор († 2009 г.)
- 1937 г. – Аврам Хершко, израелски биохимик, Нобелов лауреат през 2004 г.
- 1937 г. – Николас Борн, немски писател († 1979 г.)
- 1937 г. – Антъни Хопкинс, британски актьор
- 1941 г. – Алекс Фъргюсън, шотландски футболен треньор
- 1943 г. – Бен Кингсли, британски актьор
- 1943 г. – Джон Денвър, американски кънтри певец († 1997 г.)
- 1944 г. – Иван Въжаров, български футболист
- 1948 г. – Дона Самър, американска поп певица († 2012 г.)
- 1951 г. – Васил Николов, български археолог
- 1951 г. – Том Хамилтън, американски рок музикант (Aerosmith)
- 1954 г. – Херман Тилке, германски строителен инженер на състезателни писти за Формула 1
- 1957 г. – Фабрицио Меони, италиански мотоциклетен състезател († 2005 г.)
- 1959 г. – Вал Килмър, американски актьор († 2025 г.)
- 1965 г. – Гонг Ли, китайска актриса
- 1965 г. – Никълъс Спаркс, американски писател
- 1972 г. – Грегори Купе, френски футболист
- 1973 г. – Николай Цискаридзе, руски балетист
- 1977 г. – Сай, южнокорейски певец
- 1978 г. – Ана Пападопулу, българска актриса
- 1981 г. – Дениз Чакър, турска актриса
- 1983 г. – Николай Костадинов, български политик и бизнесмен
- 1987 г. – Сейду Думбия, котдивоарски футболист, футболист на годината в Русия за 2011 г.
- 1997 г. – Радина Боршош, българска актриса

## Починали
- 192 г. – Комод, римски император (* 161 г.)
- 335 г. – Силвестър I, римски папа (* ? г.)
- 439 г. – Мелания Млада, християнска светица (* 383 г.)
- 1384 г. – Джон Уиклиф, английски теолог (* ок. 1330 г.)
- 1531 г. – Бианка-Мария Сфорца, императрица на Свещената римска империя (* 1472 г.)
- 1610 г. – Рудолф ван Цейлен, холандски математик (* 1540 г.)
- 1691 г. – Робърт Бойл, британски физик (* 1627 г.)
- 1719 г. – Джон Фламстед, британски астроном (* 1646 г.)
- 1847 г. – Аделаид Орлеанска, френска принцеса (* 1777 г.)
- 1877 г. – Гюстав Курбе, френски художник (* 1819 г.)
- 1890 г. – Огюст Дозон, френски дипломат (* 1822 г.)
- 1909 г. – Михаил Николаевич, велик княз на Русия (* 1832 г.)
- 1936 г. – Мигел де Унамуно, испански философ (* 1864 г.)
- 1939 г. – Дельо Марковски, български революционер (* 1871 г.)
- 1939 г. – Чичо Стоян, български поет († 1866 г.)
- 1951 г. – Максим Литвинов, съветски дипломат (* 1876 г.)
- 1966 г. – Минко Николов, български филолог (* 1929 г.)
- 1969 г. – Борис Денев, български художник (* 1883 г.)
- 1977 г. – Сабах III ал-Салем ал-Сабах, емир на Кувейт (* 1913 г.)
- 1980 г. – Раул Уолш, американски режисьор (* 1887 г.)
- 1987 г. – Рандал Гарет, американски писател (* 1927 г.)
- 1990 г. – Василий Лазарев, съветски космонавт (* 1928 г.)
- 1993 г. – Звиад Гамсахурдия, първи президент на Грузия (* 1939 г.)
- 1994 г. – Божидар Лечев, български актьор (* 1926 г.)
- 1994 г. – Бруно Пецей, австрийски футболист (* 1955 г.)
- 2001 г. – Генчо Пирьов, български педагог (* 1901 г.)
- 2001 г. – Тодор Живков, български фолклорист (* 1938 г.)
- 2004 г. – Джерард Дебрю, американски икономист, Нобелова лауреат през 1983 г. (* 1921 г.)
- 2021 г. – Бети Уайт, американска актриса (* 1922 г.)
- 2021 г. – Михаил Симеонов, български скулптор (* 1929 г.)
- 2022 г. – Бенедикт XVI, 265-и папа на римокатолическата църква (* 1927)[1]

## Празници
- България – Новогодишна нощ
- Католическа църква – Свети Силвестър (в редица държави на Европа новогодишната нощ се нарича Силвестрова нощ)